# Kyler Phillips
Kyler John Phillips (Torrance, California, Estados Unidos, 12 de junio de 1995) es un artista marcial mixto estadounidense que compite en la división de peso gallo de Ultimate Fighting Championship. Desde el 22 de julio de 2025 se encuentra en la posición #14 del ranking de peso gallo de UFC.

## Primeros años
A la edad de 3 años su padre lo llevó a la Academia Gracie de Torrance, California, donde desarrolló una afición de por vida. A la edad de 12 años, participó en peleas de pancracio y tuvo su primera pelea de MMA a la edad de 16 años. También luchó en la Escuela Secundaria Temecula Valley. Es cinturón marrón de BJJ de Carlson Gracie y cinturón negro/rojo de Nikidokai con el gran maestro Hanshi Nico. Entre algunos otros logros de Phillips se encuentran el cinturón azul de campeón mundial de jiu-jitsu de la IBJJF (2012), campeón de judo del Estado de California (2010), y campeón de lucha de la Sección Sur de California CIF en 138 libras (2013).

## Carrera de artes marciales mixtas

### Carrera temprana
Después de un récord de 4-0 en la escena regional, incluyendo una impresionante victoria en LFA 13 contra Jonathan Quiroz, fue invitado a la primera temporada de Dana White's Contender Series 4 en 2017, cuando sólo necesitó 46 segundos para detener a James Gray Jr. Aunque no se le ofreció un contrato con la UFC, fue llevado a competir en The Ultimate Fighter: Undefeated.
En el programa perdió una decisión mayoritaria ante el eventual ganador de la temporada, Brad Katona. Luego llegó su primera derrota oficial como profesional, una decisión dividida ante Victor Henry en un combate de 2018, antes de que un KO con patada en la cabeza sobre Emeka Ifekandu en 2019 le valiera su llamada al octágono.

### Ultimate Fighting Championship
Debutó en la UFC contra Gabriel Silva el 29 de febrero de 2020 en UFC Fight Night: Benavidez vs. Figueiredo. Ganó el combate por decisión unánime. Esta combate le valió el premio a la Pelea de la Noche.
Phillips se enfrentó a Cameron Else el 4 de octubre de 2020 en UFC on ESPN: Holm vs. Aldana. Ganó el combate por TKO en el segundo asalto. Esta victoria le valió el premio a la Actuación de la Noche.
Phillips se enfrentó a Song Yadong el 6 de marzo de 2021 en UFC 259. Ganó el combate por decisión unánime.
Se esperaba que Phillips se enfrentara a Raphael Assunção el 24 de julio de 2021 en UFC on ESPN: Sandhagen vs. Dillashaw. Sin embargo, Assunção sufrió una lesión en el bíceps a finales de junio y fue sustituido por Raulian Paiva. Perdió el combate por decisión mayoritaria. Este combate le valió el premio a la Pelea de la Noche.
Phillips se enfrentó a Marcelo Rojo el 12 de febrero de 2022 en UFC 271. Ganó el combate por sumisión en el tercer asalto.
Phillips estaba programado para enfrentarse a Jack Shore el 19 de noviembre de 2022 en UFC Fight Night 215.  Sin embargo, Shore se retiró de la pelea debido a una lesión en la rodilla. 
Phillips estaba programado para enfrentarse a Raphael Assunção el 11 de marzo de 2023 en UFC Fight Night 221.  Sin embargo, Phillips se retiró del evento por razones no reveladas y fue reemplazado por Davey Grant. 
En marzo, se anunció que Phillips fue suspendido por la NSAC debido a que dio positivo por ostarine durante seis meses a partir del 22 de enero de 2023. Sería elegible para pelear nuevamente el 22 de julio de 2023. 
Phillips estaba programado para enfrentar a Said Nurmagomedov el 5 de agosto de 2023 en UFC on ESPN 50.  Sin embargo, Nurmagomedov se retiró por razones desconocidas y fue reemplazado por Raoni Barcelos.  Ganó la pelea por decisión unánime. 
Phillips se enfrentó a Pedro Munhoz el 9 de marzo de 2024 en UFC 299.  Ganó la pelea por decisión unánime. 
Phillips se enfrentó a Rob Font el 19 de octubre de 2024 en UFC Fight Night 245. Perdió la pelea por decisión unánime.

## Campeonatos y logros
- Ultimate Fighting Championship
  - Actuación de la Noche (una vez) vs. Cameron Else[10]
  - Pelea de la Noche (dos veces) vs. Gabriel Silva y Raulian Paiva[10][16]

## Récord en artes marciales mixtas
| Resultado | Récord | Oponente        | Método                            | Evento                                    | Fecha                    | Ronda | Tiempo | Localización             | Notas                   |
| --------- | ------ | --------------- | --------------------------------- | ----------------------------------------- | ------------------------ | ----- | ------ | ------------------------ | ----------------------- |
| Derrota   | 12-3   | Rob Font        | Decisión (unánime)                | UFC Fight Night: Hernandez vs. Pereira    | 19 de octubre de 2024    | 3     | 5:00   | Las Vegas, Nevada        |                         |
| Victoria  | 12-2   | Pedro Munhoz    | Decisión (unánime)                | UFC 299                                   | 9 de marzo de 2024       | 3     | 5:00   | Miami, Florida           |                         |
| Victoria  | 11-2   | Raoni Barcelos  | Decisión (unánime)                | UFC on ESPN: Sandhagen vs. Font           | 5 de agosto de 2023      | 3     | 5:00   | Nashville, Tennessee     |                         |
| Victoria  | 10-2   | Marcelo Rojo    | Sumisión (barra de brazo)         | UFC 271                                   | 12 de febrero de 2022    | 3     | 1:48   | Houston, Texas           |                         |
| Derrota   | 9-2    | Raulian Paiva   | Decisión (mayoritaria)            | UFC on ESPN: Sandhagen vs. Dillashaw      | 24 de julio de 2021      | 3     | 5:00   | Las Vegas, Nevada        | Pelea de la Noche.      |
| Victoria  | 9-1    | Song Yadong     | Decisión (unánime)                | UFC 259                                   | 6 de marzo de 2021       | 3     | 5:00   | Las Vegas, Nevada        |                         |
| Victoria  | 8-1    | Cameron Else    | TKO (codazos)                     | UFC on ESPN: Holm vs. Aldana              | 4 de octubre de 2020     | 2     | 0:44   | Abu Dhabi                | Actuación de la Noche.  |
| Victoria  | 7-1    | Gabriel Silva   | Decisión (unánime)                | UFC Fight Night: Benavidez vs. Figueiredo | 29 de febrero de 2020    | 3     | 5:00   | Norfolk, Virginia        | Pelea de la Noche.      |
| Victoria  | 6-1    | Emeka Ifekandu  | KO (patada en la cabeza)          | LFA 59                                    | 1 de febrero de 2019     | 1     | 2:30   | Phoenix, Arizona         |                         |
| Derrota   | 5-1    | Victor Henry    | Decisión (dividida)               | CXF 15: Rage in the Cage                  | 20 de octubre de 2018    | 3     | 5:00   | Burbank, California      |                         |
| Victoria  | 5-0    | James Gray      | TKO (codazos y puñetazos)         | Dana White's Contender Series 4           | 1 de agosto de 2017      | 1     | 0:46   | Las Vegas, Nevada        |                         |
| Victoria  | 4-0    | Jonathan Quiroz | Decisión (unánime)                | LFA 13                                    | 2 de junio de 2017       | 3     | 5:00   | Burbank, California      |                         |
| Victoria  | 3-0    | George Garcia   | TKO (puñetazos)                   | CXF 5: Night of Champions                 | 17 de diciembre de 2016  | 1     | 2:55   | Studio City, Los Ángeles |                         |
| Victoria  | 2-0    | PJ Ste-Marie    | Sumisión (rebanadora de terneros) | CXF 4: Fighting for Liam                  | 10 de septiembre de 2016 | 1     | 4:37   | Studio City, Los Ángeles |                         |
| Victoria  | 1-0    | Taylor Alfaro   | TKO (puñetazos)                   | CXF 1: The Return                         | 4 de marzo de 2016       | 1     | 2:30   | Studio City, Los Ángeles | Debut en el peso gallo. |